# Obsjtina Velingrad
Obsjtina Velingrad (bulgariska: Община Велинград) är en kommun i Bulgarien.   Den ligger i regionen Pazardzjik, i den sydvästra delen av landet, 100 km sydost om huvudstaden Sofia. Staden Sărnitsa samt kommundelarna Medeni poljani och Pobit kamăk bildade den 1 januari 2015 den nya kommunen Obsjtina Sărnitsa.
Obsjtina Velingrad delas in i:
- Ablanitsa
- Birkova
- Grasjevo
- Draginovo
- Krăstava
- Pasjovi
- Rochleva
- Sveta Petka

Följande samhällen finns i Obsjtina Velingrad:
- Velingrad